# Parafia Świętych Apostołów Piotra i Pawła w Gulczu
Parafia świętych Apostołów Piotra i Pawła w Gulczu – parafia rzymskokatolicka, znajdująca się w archidiecezji poznańskiej, w dekanacie wieleńskim.